# Pont de Rohannec'h
Le pont de Rohannec'h a été construit par Louis Harel de la Noë pour les chemins de fer des Côtes-du-Nord. Ce viaduc en biais est situé à Saint-Brieuc. Il était utilisé par la ligne Saint-Brieuc - Plouha qui passait sous son arche. Il était situé entre les viaducs de Souzain et de Toupin.
Sa caractéristique principale est : 
- une arche

Il a été démoli en 1975, remplacé depuis par un pont routier enjambant la RN 12 entre les viaducs du Gouët et du Gouëdic (construite en 1980), le boulevard Harel de la Noë qui la longe et l'échangeur entre ces deux voies.

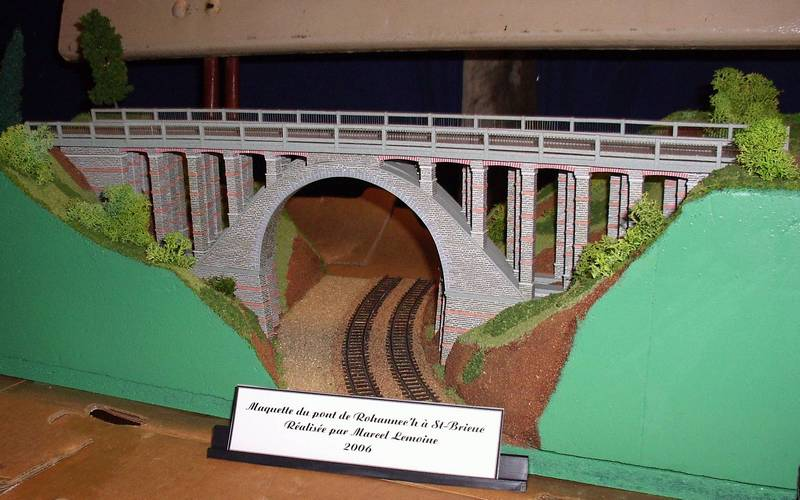
Le pont de Rohannec'h en maquette - réalisation de M Lemoine